# Milton Barnes (Politiker)

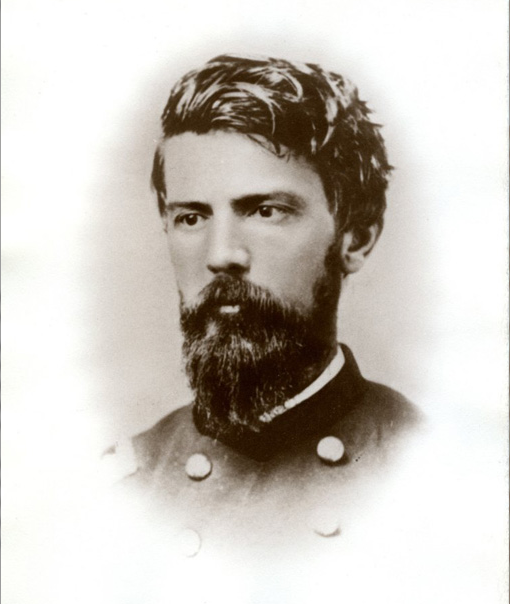
Milton Barnes

Milton Barnes (* 26. April 1830 in Barnesville, Ohio; † 2. Juni 1895 in Westerville, Ohio) war ein US-amerikanischer Lehrer, Jurist, Offizier und Politiker (Republikanische Partei). Er war von 1877 bis 1881 Secretary of State von Ohio.

## Werdegang
Milton Barnes wurde ungefähr sieben Jahre vor dem Ausbruch der Wirtschaftskrise von 1837 im Belmont County geboren und wuchs dort auf. Er besuchte Bezirksschulen. Im Alter von 18 Jahren wurde er Lehrer und im Alter von 19 Jahren begann er das Allegheny College in Meadville (Pennsylvania) zu besuchen, kehrte aber wegen seines schlechten Gesundheitszustandes nach Hause zurück. Er studierte Jura und Höhere Mathematik an der Akademie in Salem (Ohio) und dann in einer Anwaltspraxis in Mount Vernon (Ohio). Seine Zulassung als Anwalt erhielt er im Januar 1859. Er zog dann nach Cambridge (Ohio), wo er eine Anwaltspraxis eröffnete.
Mit dem Ausbruch des Bürgerkrieges hob er eine Kompanie aus und verpflichtete sich als Captain in der 62. Ohio Volunteer Infantry. Wegen seines schlechten Gesundheitszustandes kehrte er nach Hause zurück. Barnes gab sein Kommando ab, verpflichtete sich aber später wieder als Lieutenant Colonel im 97. Regiment. Er wurde zweimal schwer verwundet und musterte im Juni 1865 aus.
1867 wurde er zum Staatsanwalt (Prosecuting Attorney) im Guernsey County gewählt und 1869 wiedergewählt. Die Republikanische Partei nominierte ihn 1876 für den Posten als Secretary of State von Ohio. Er besiegte bei den Wahlen den Demokraten William Bell. Bei seiner Wiederwahl im Jahr 1878 besiegte er den Kongressabgeordneten David R. Paige und zwei andere. Er trat nicht für eine weitere Amtszeit an.